# Mörrums kyrka
Mörrums kyrka är en kyrkobyggnad i Mörrum som tillhör Mörrum-Elleholms församling. Den ligger invid Mörrumsån och invigdes den 17 oktober 1847.

## Kyrkobyggnaden
Mörrums kyrka består av rektangulärt långhus med ett rakt kor i öster och ett kyrktorn i väster. Öster om koret finns en smalare halvrund sakristia. Kyrkan är huvudsakligen uppförd av natursten, och har vitputsade fasader med rundbågiga fönster. Långhus och kor täcks av ett gemensamt sadeltak, över sakristian finns ett kontak. Tornet kröns av en lanternin. Alla tak är täckta med kopparplåt. Kyrkans ingångar är belägna i väster, norr och söder.

## Historik
Ursprungliga kyrkan uppfördes antagligen på 1200-talet, och bestod troligen av rektangulärt långhus med smalare, rakt avslutat kor. En sakristia med okänd utformning byggdes till 1721. Ett vapenhus vid södra väggen av okänd ålder omnämns tidigast 1744.
År 1774 utvidgades kyrkan åt norr till dubbla bredden. Den nuvarande kyrkan tillkom vid en stor ombyggnad 1844 - 1847 efter ritningar av arkitekten Jacob Wilhelm Gerss, omarbetade av Johan Fredrik Åbom. Långhuset förlängdes åt väster, koret vidgades till samma bredd som långhuset och såväl torn som sakristia nybyggdes. Den 17 oktober 1847 invigdes den nya kyrkan. En omfattande renovering genomfördes 1970 då bland annat nuvarande kalkstensgolv lades.
Sveriges Radios julotta 2022 sändes från kyrkan.

## Interiör
Interiören bevarar en nyklassicistisk prägel, och domineras av ett flackt tunnvalv med målade kassetter i blått och vitt, utförda av Svante Thulin vid en genomgripande renovering 1898. Taklisten har kvar målad dekor från samma tid, och även väggarnas kvadermålning återstår. Inredningen är till stora delar ursprunglig.

## Inventarier
- Ett processionskrucifix av ek tillverkades i mitten av 1400-talet och är kyrkans äldsta inventarium.
- Ett triumfkrucifix från 1500-talet hänger på norra korväggen.
- Predikstolen är samtida med nuvarande kyrka och tillverkad av snickare Palm i Småland efter ritningar av arkitekt Johan Fredrik Åbom. Tillhörande runda ljudtak kröns av kors och kula.
- Nuvarande dopfunt i trä med fyrsidig fot och rund cuppa tillkom 1899. Tillhörande dopskål är tillverkad 1787 i Karlshamn.
- På södra korväggen hänger en altartavla i renässansstil från början av 1600-talet. På altaret står en altaruppsats byggd 1845 efter ritningar av Johan Fredrik Åbom.
- Altaret av tegel är samtida med nuvarande kyrka. Altarskivan är av trä.
- På altaret står ljusstakar av malm från första hälften av 1600-talet.
- Flera av ljuskronorna fanns i tidigare kyrkor. Närmast koret finns en ljuskrona med åtta ljus från 1797.
- En altartavla av teckningsläraren och konstnären Johan Lönblad i Kristianstad, skänktes till församlingen 1861. Den föreställde "Jesus wälsignande de små barnen" och skall vara väl utförd.[3]

## Orgel
- 1873 Byggde Erik Adolf Setterquist, Örebro, en orgel med 16 stämmor fördelade på två manualer. Den blev invigd söndagen 21 september 1873.[4]
- 1961 byggde västtyska firman Max Bader, Hardheim, (firman förvärvad 1958 av Orgelbau Vleugels), en orgel. Den blev ombyggd 1979 av Johannes Künkels Orgelverkstad, Lund.
- 2016 byggs nuvarande orgel av norditalienska orgelbyggarfirman Dell'Orto & Lanzini från Dormelletto i Italien. Den invigdes 19-20 november 2016 och är byggd enligt Gottfried Silbermanns stil och estetik. Förebilderna har varit Silbermannorgeln i Sofiakyrkan i Dresden gällande dispositionen och stämningen samt den stora Silbermannorgeln i Freiberg domkyrka vad gäller intonationen.

## Bildgalleri

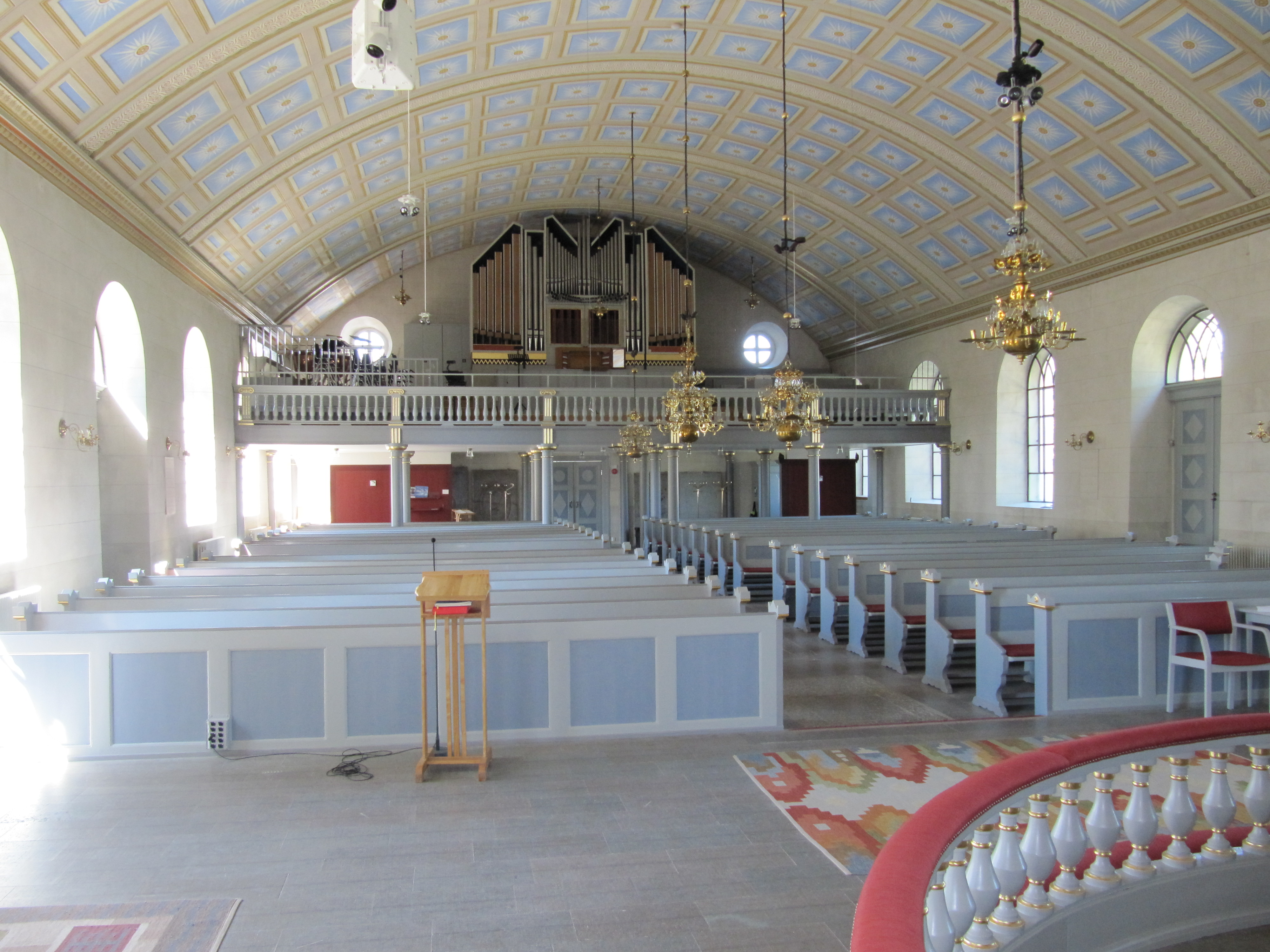
Kyrkorum mot väster (med den gamla Max Bader-orgeln från 1961)
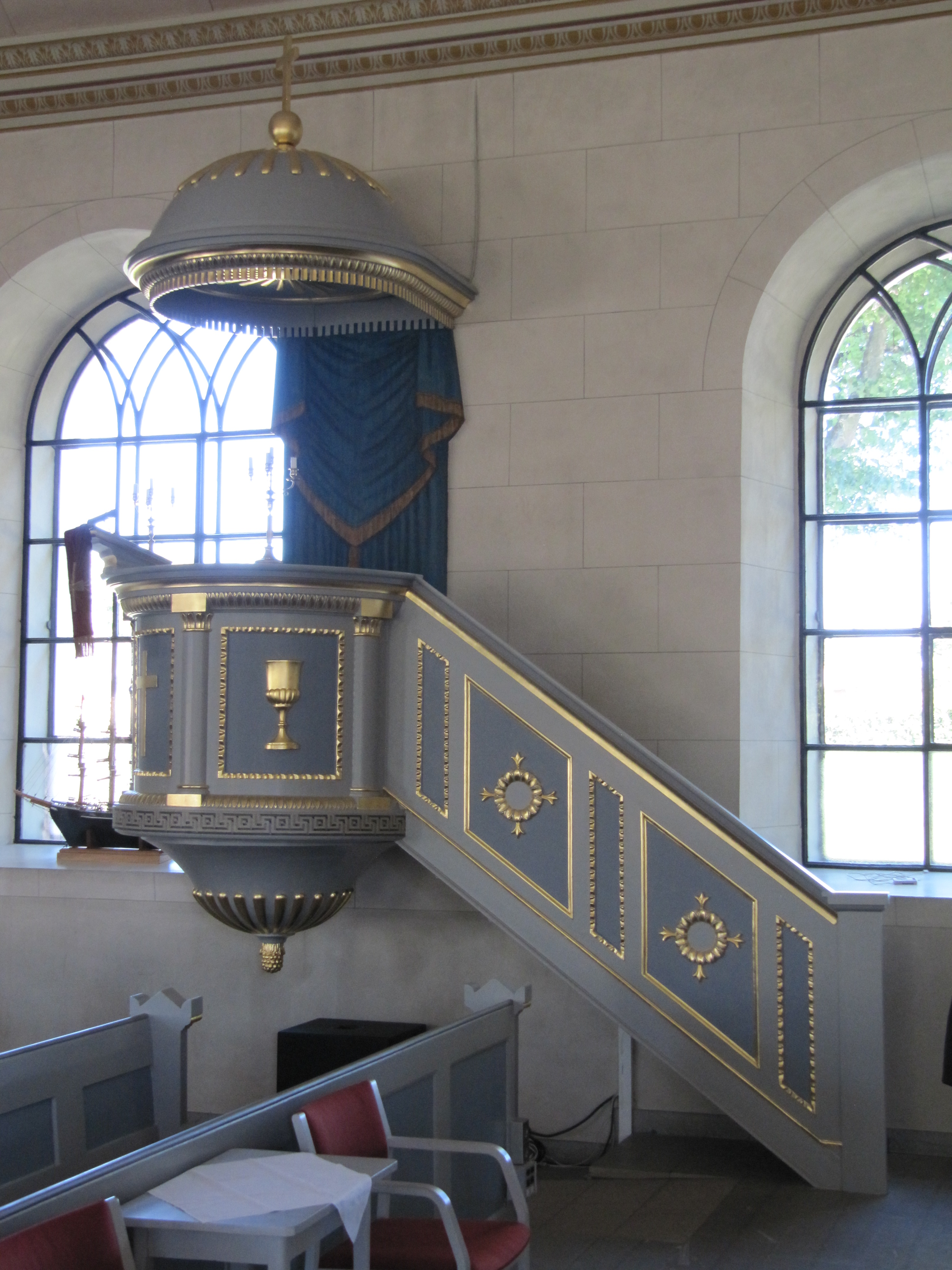
Predikstol
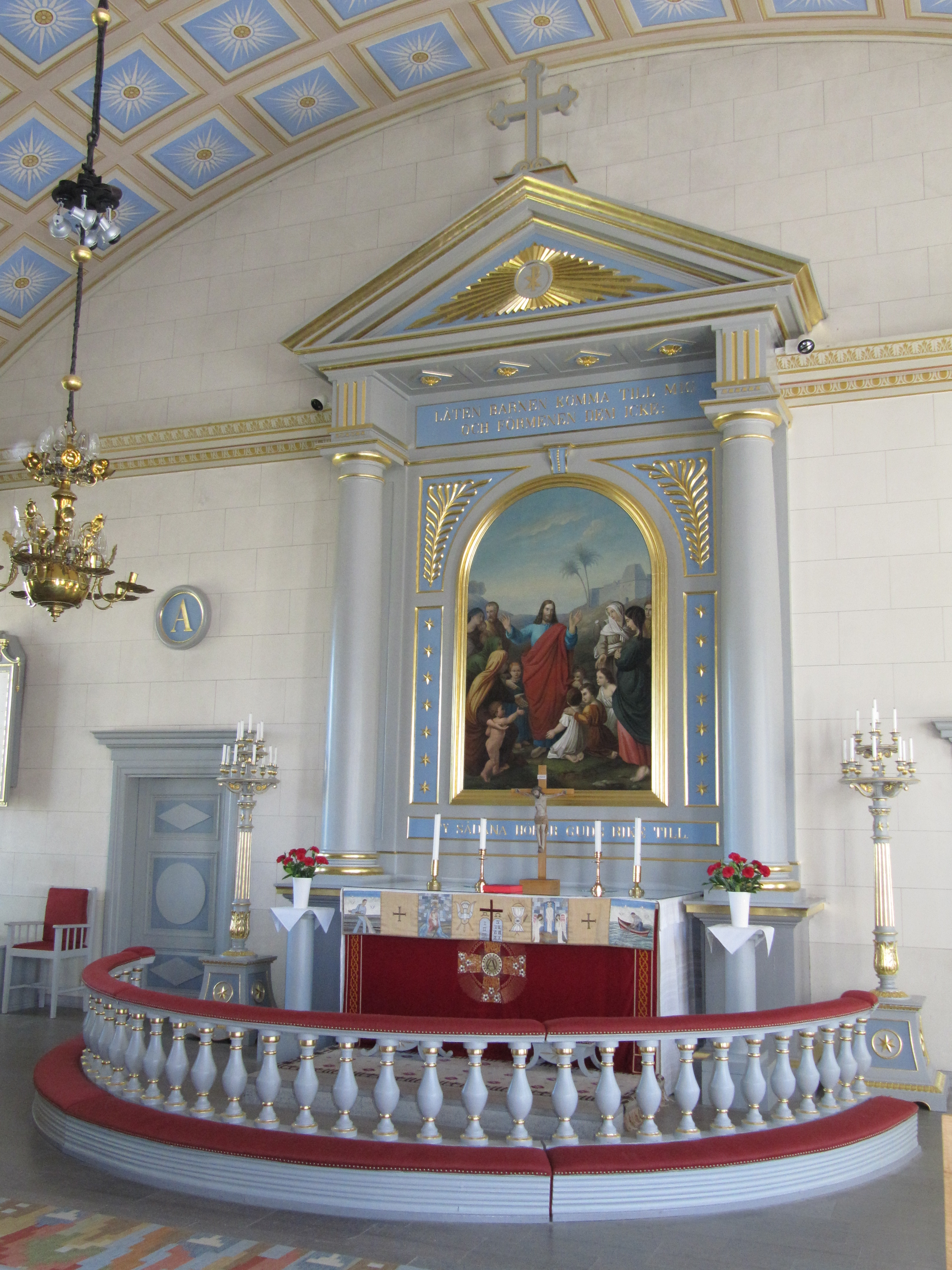
Altare med altaruppsats
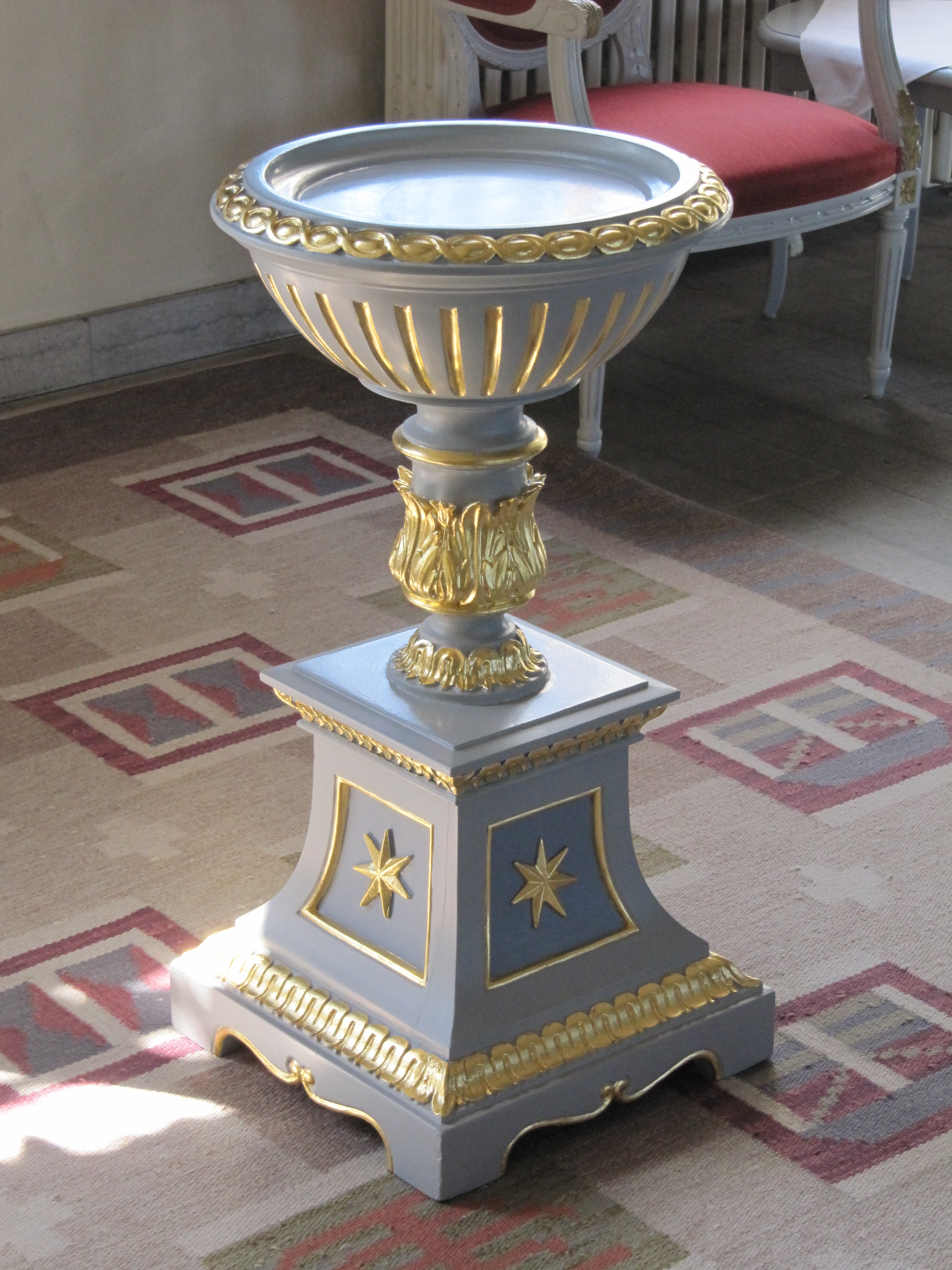
Dopfunt
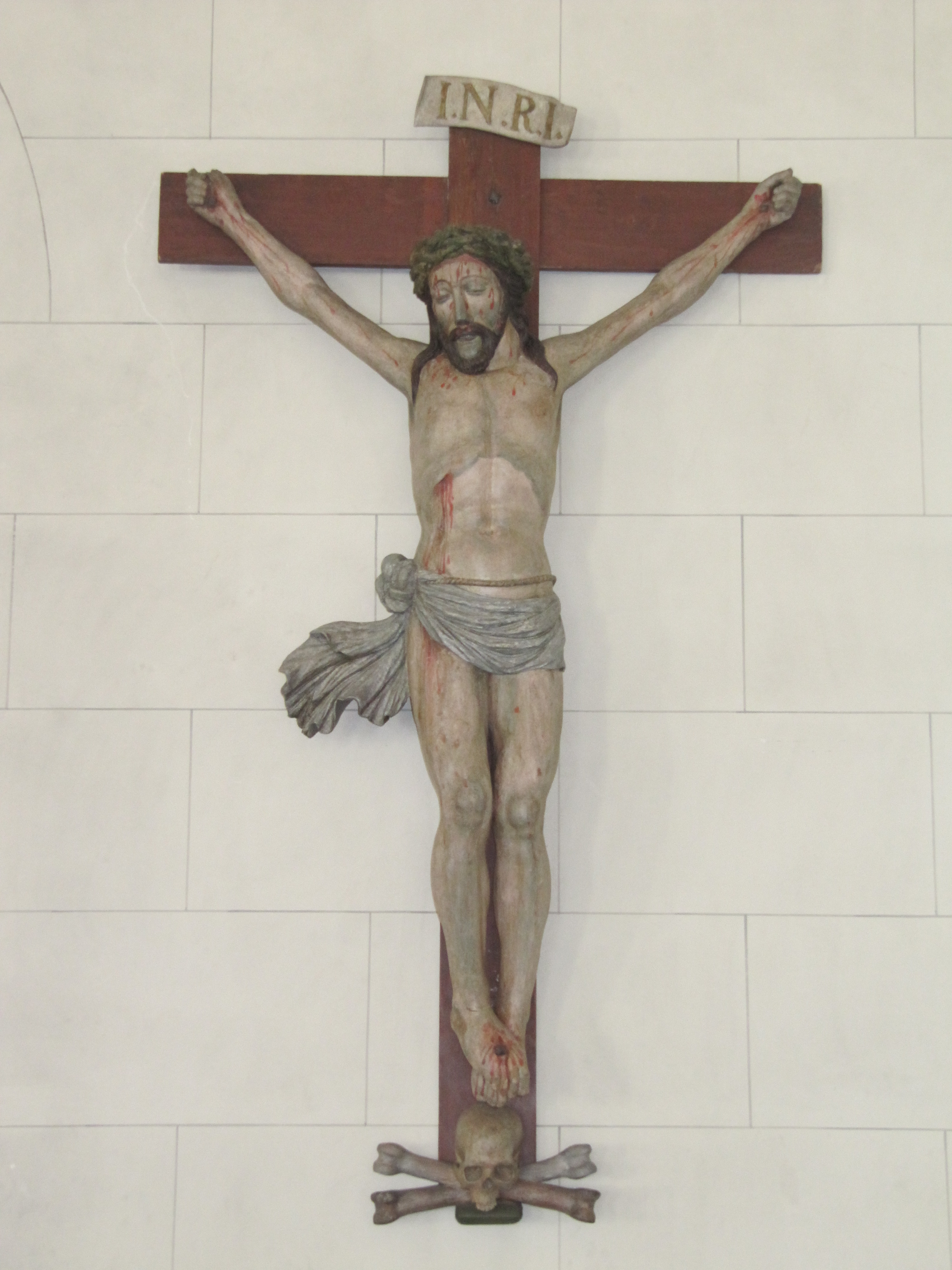
Triumfkrucifix
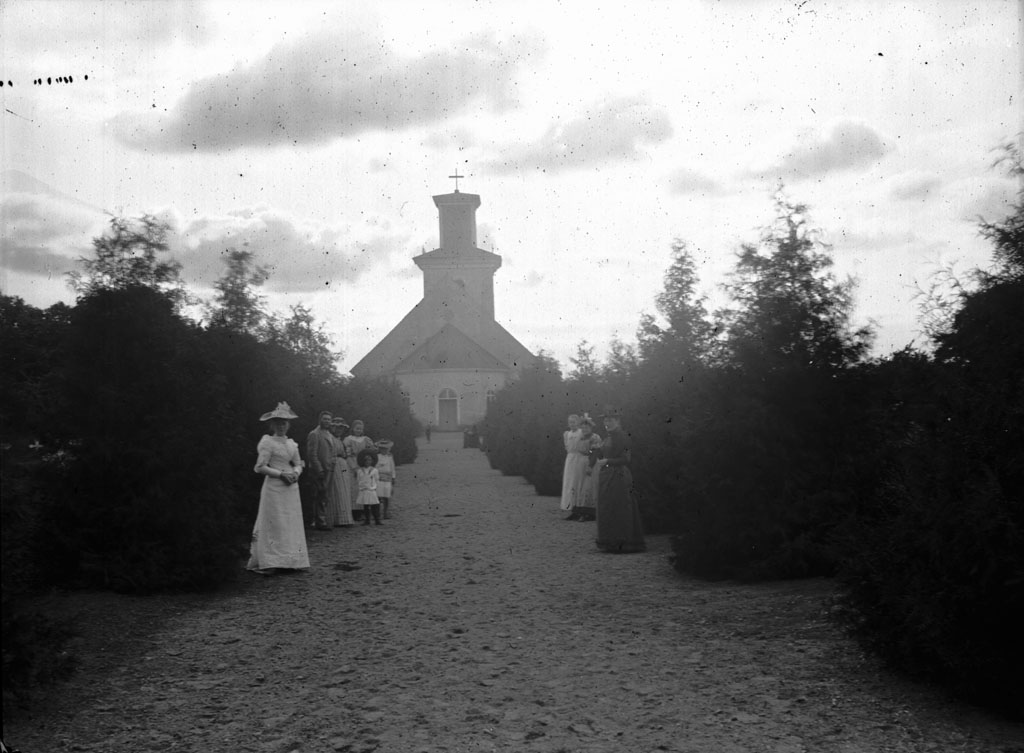
Mörrums kyrka omkring 1890
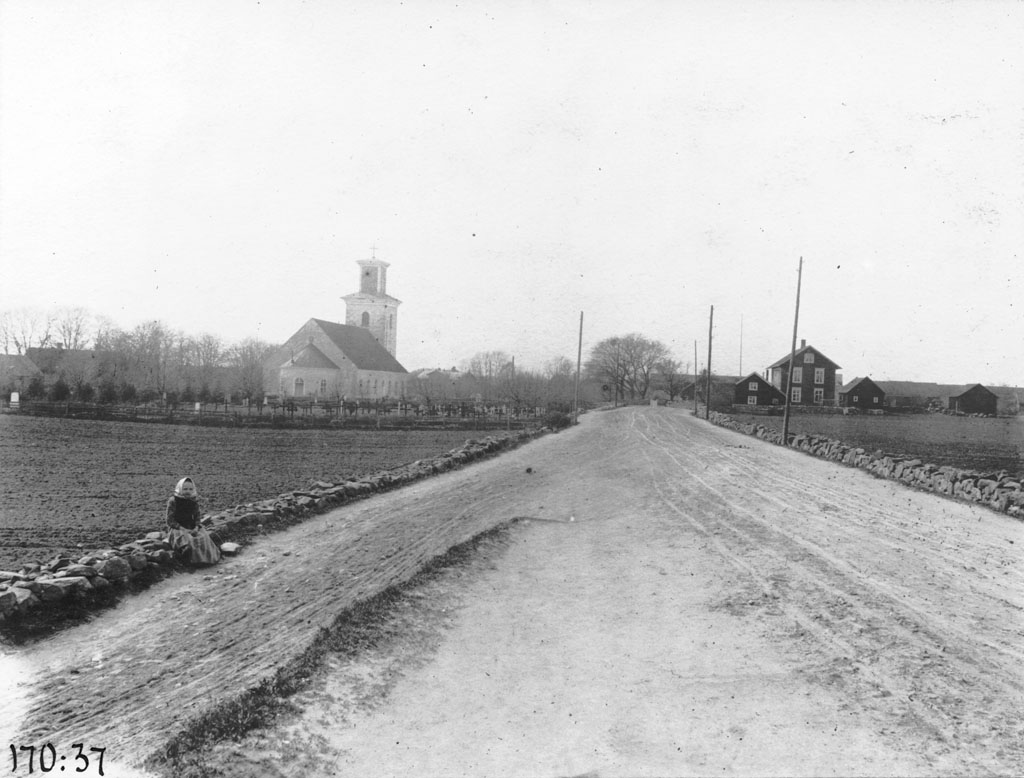
Mörrums kyrka 1894
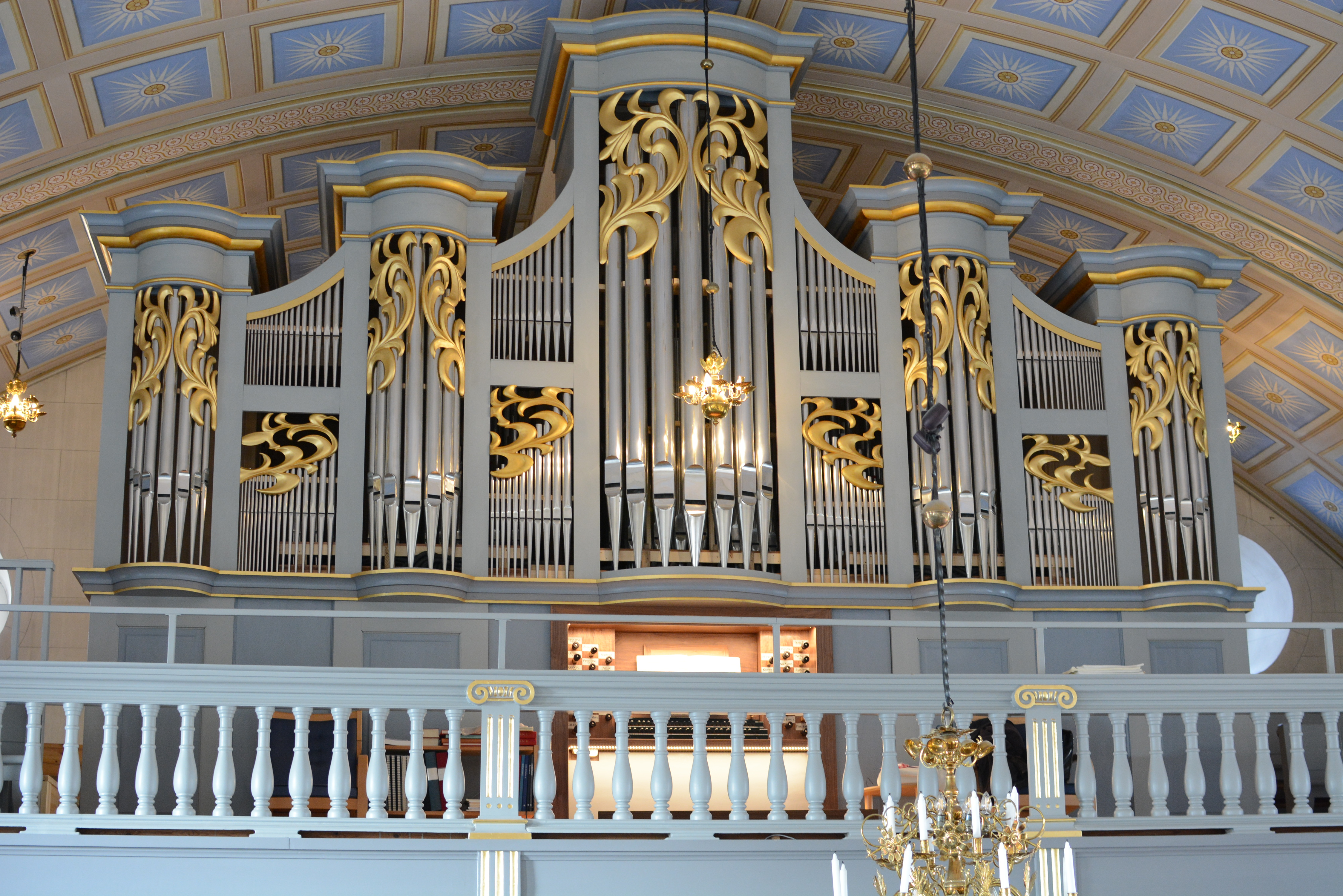
Orgel Silbermann-Dell'Orto & Lanzini från 2016

### Webbkällor
- Svenska kyrkan om Mörrums kyrka
- byggnadspresentation